# تكبير (لغة)
التكبير في سائر اللغات نقيض التصغير وترادفه في العربية المبالغة. والمبالغة في الفعل المجرد بزيادته حرفا للتشديد على وزن فعل تفعيلا، وفي الاسم بزيادته تاء مبالغة، نحو علامة مبالغة عالم، أو واو وتاء نحو ملكوت، أو بصيغة مبالغة من غير ذلك.
في العربية الفصيحة لا توجد صيغة صرفية قياسية تُسمى "صيغة التكبير" تقابل صيغة التصغير من حيث القاعدة والبناء.

## التوضيح
- التصغير: له صيغ ثابتة ومقيسة مثل:
  - فُعَيْل (قُلَيْب من قلب)
  - فُعَيْعِل (دُرَيْهِم من درهم)
  - فُعَيْعِلَة (قُرَيِّبة من قريبة) وهو يُستخدم لأغراض منها: تقليل الحجم، أو للتحبيب، أو التقليل من القدر أو العدد.
- التكبير:
  - لا توجد له صيغة صرفية قياسية في اللغة.
  - لكن يُعبَّر عنه بوسائل أخرى مثل:
    - استخدام ألفاظ دالّة على الكبر أو العِظم (مثل: عظيم، ضخم، جَبّار...)
    - أو باستخدام أسماء تدل على الأكبر (مثل: "مدينة" أكبر من "قرية").
    - أو بصيغة اسم التفضيل أحيانًا: (أكبر، أعظم...)

فالعربية تملك صيغة للتصغير، لكن التكبير يُفهم من السياق أو يُعبّر عنه بطرق غير صرفية.